# Paulo Sérgio Silvestre do Nascimento
Paulo Sérgio Silvestre do Nascimento eller bare Paulo Sérgio (født 2. juni 1969 i São Paulo, Brasilien) er en tidligere brasiliansk fodboldspiller (winger).
Han spillede for blandt andet Corinthians i hjemlandet, italienske AS Roma og de tyske storklubber Bayer Leverkusen og Bayern München. Med Bayern vandt han to tyske mesterskaber og UEFA Champions League i 2001.

## Landshold
Paulo Sérgio spillede desuden 13 kampe og scorede to mål for Brasiliens landshold. Han var med på holdet der vandt guld ved VM i 1994 i USA. Han var dog ikke på banen i turneringen.